# Талалаївка
Талала́ївка — селище у Прилуцькому районі Чернігівської області. Адміністративний центр Талалаївської селищної громади. Розташоване на річці Олаві за 260 км від обласного центру біля однойменної залізничної станції. Населення — 3 973 особи (2024), площа — 8,96 км². Колишній (до липня 2020 року) центр Талалаївського району.

## Історія
Заснована 1877 у зв'язку з будівництвом зал. станції. Назва запозичена від села, що знаходиться поруч. Залізницю прокладено 1873.
Станом на 1885 рік Талалаївська волость складалася з 25 поселень, 18 сільських громад.
1914 відкрито земську школу. 1933 Талалаївка — центр однойменного району.
1932—1933 — населення Талалаївки постраждало внаслідок Голодомору.
За неперевіреними даними, під час окупації Талалаївки німецькими військами (1941—1943) діяла Талалаївська підпільна організація, яка підпорядковувалася НКВС СРСР.
З 1958 Талалаївка — селище.
Працювали: цегельний завод, райагробуд, ремонтно-тракторне підприємство, райсільгоспхімія, комбінат побутового обслуговування.
На цей час працюють асфальтовий завод, цех нафтогазодобувного управління «Чернігівнафтогаз».
Є середня ЗОШ I—III ступенів, школа мистецтв, лікарня, поліклініка.
Працює будинок культури, при якому діє Талалаївська народна хорова капела. Також є кінотеатр, два клуби, три бібліотеки.

## Населення

### Чисельність населення
| 1901 | 1923 | 1959 | 1979 | 1989 | 2001 | 2016 | 2022 |
| ---- | ---- | ---- | ---- | ---- | ---- | ---- | ---- |
| 3955 | 4482 | 2974 | 5196 | 5771 | 5249 | 4993 | 4562 |

### Розподіл населення за рідною мовою(2001)
| українська мова | російська |
| --------------- | --------- |
| 97,42 %         | 2,28 %    |

## Талалаївський парк
Талалаївський парк — парк-пам'ятка садово-паркового мистецтва місцевого значення. Статус присвоєно 1972 року. Займає площу 96 га. В ньому росте понад 100 видів дерев і чагарників. В радянські часи перебував у віданні радгоспу імені 50-річчя Великого Жовтня.

## Галерея

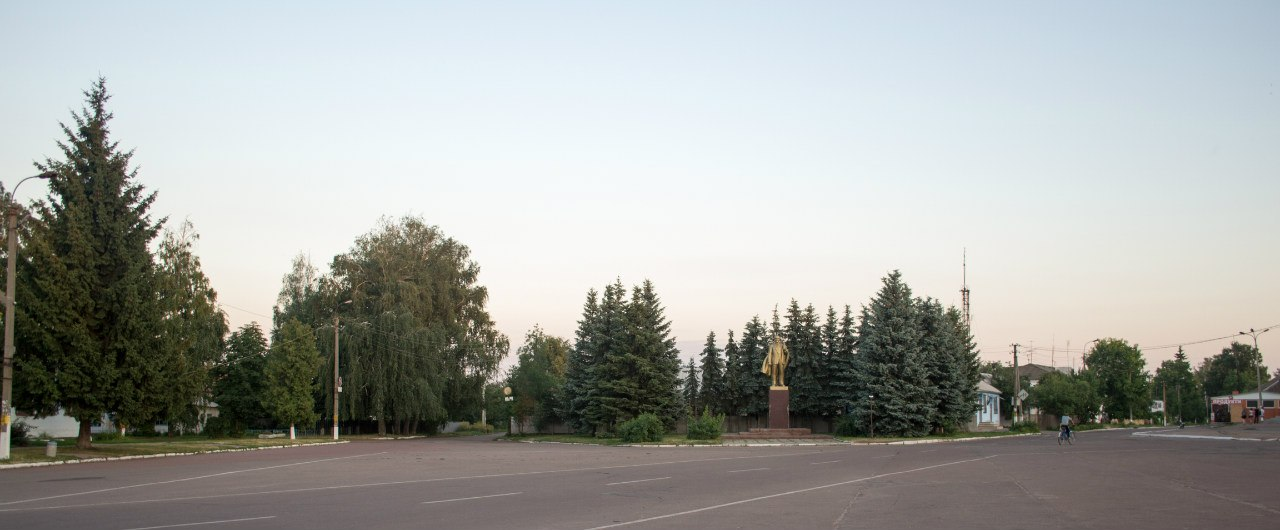
Центральна площа
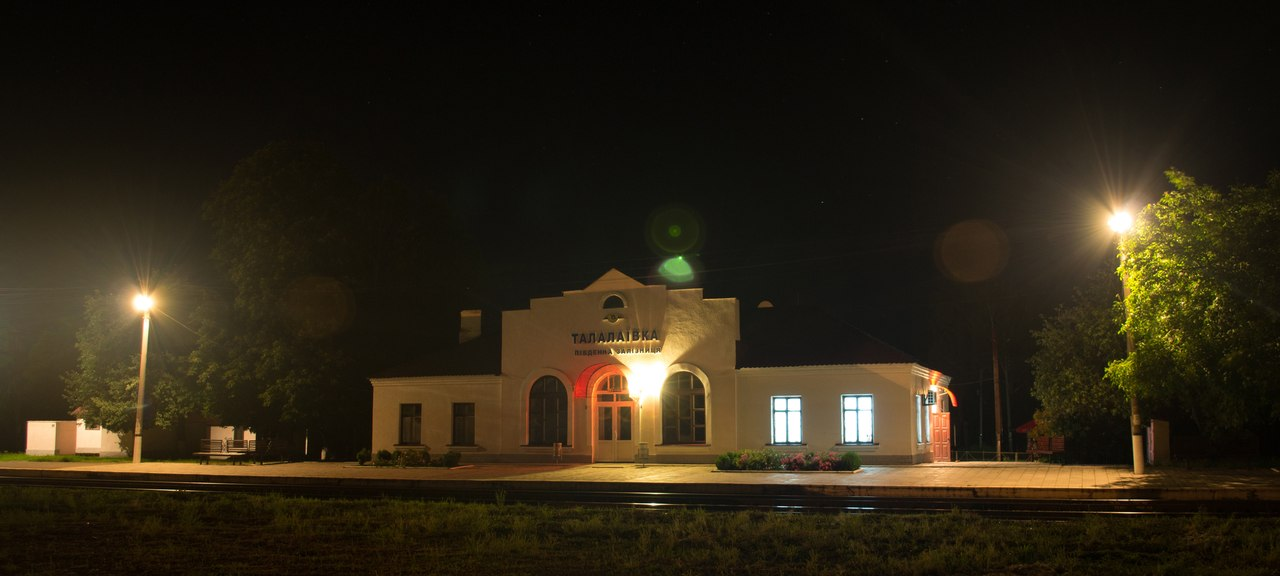
Залізничний вокзал (вночі)
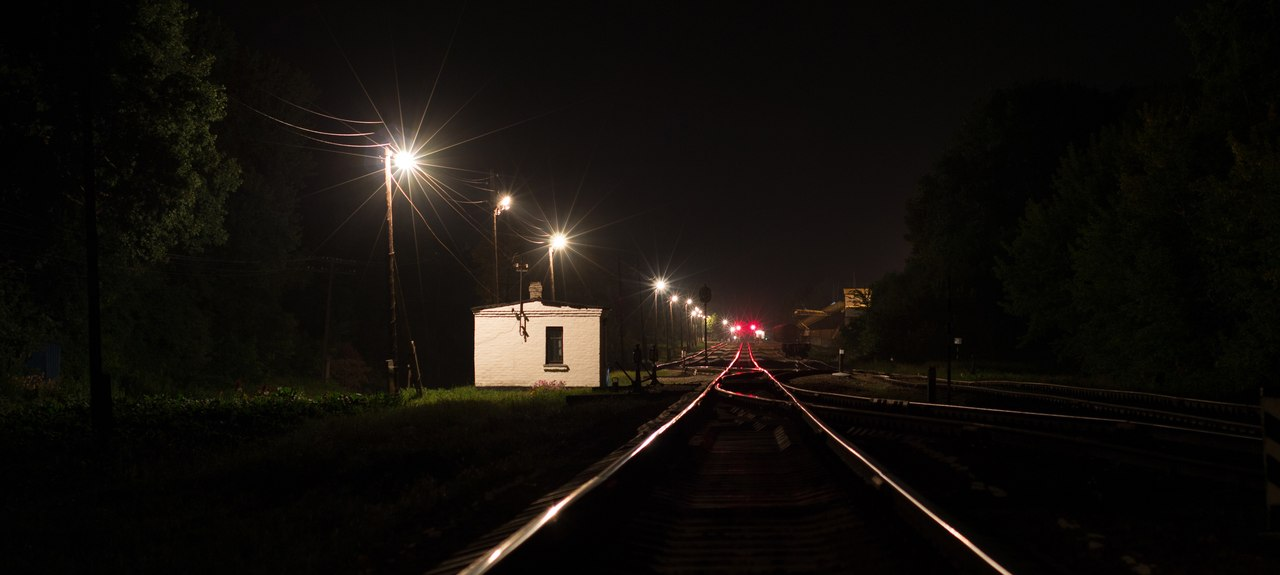
Другий переїзд
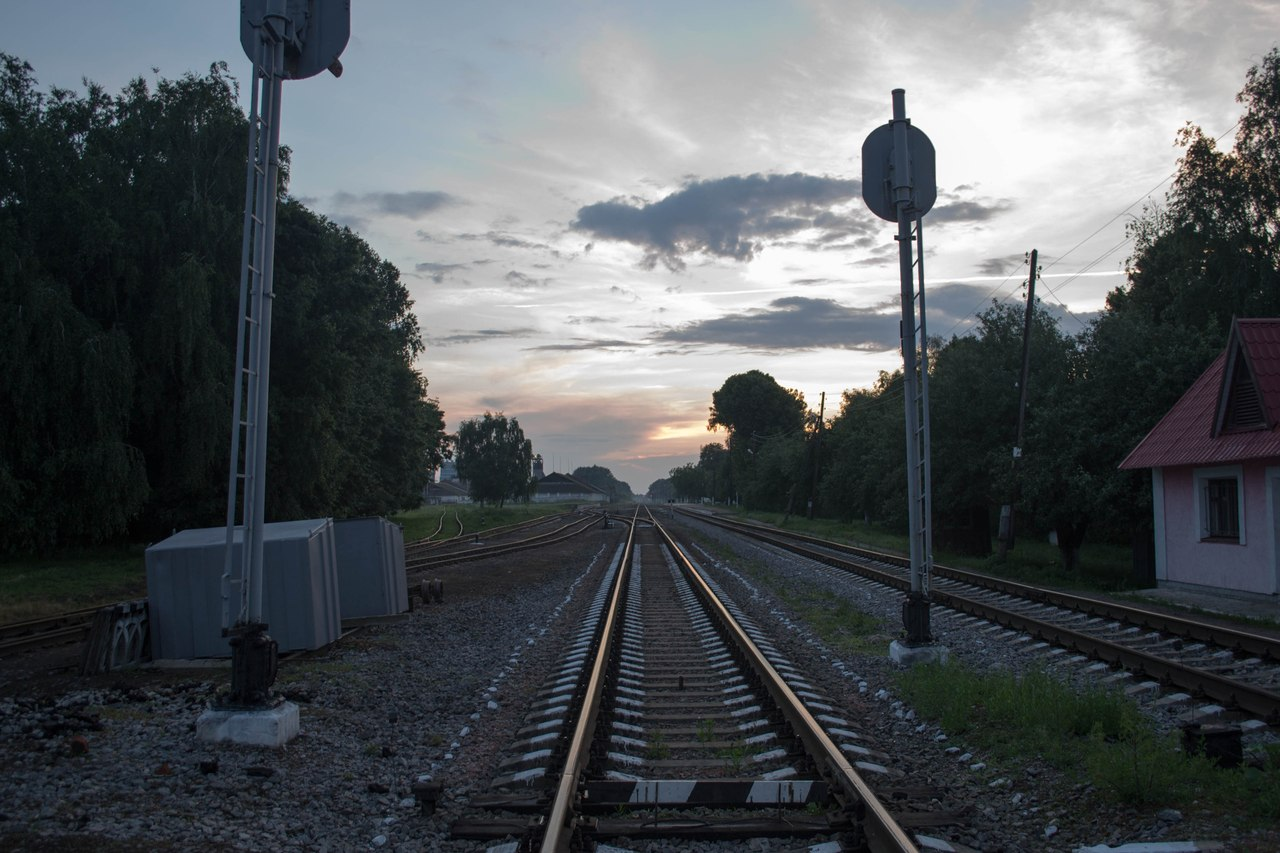
Перший переїзд
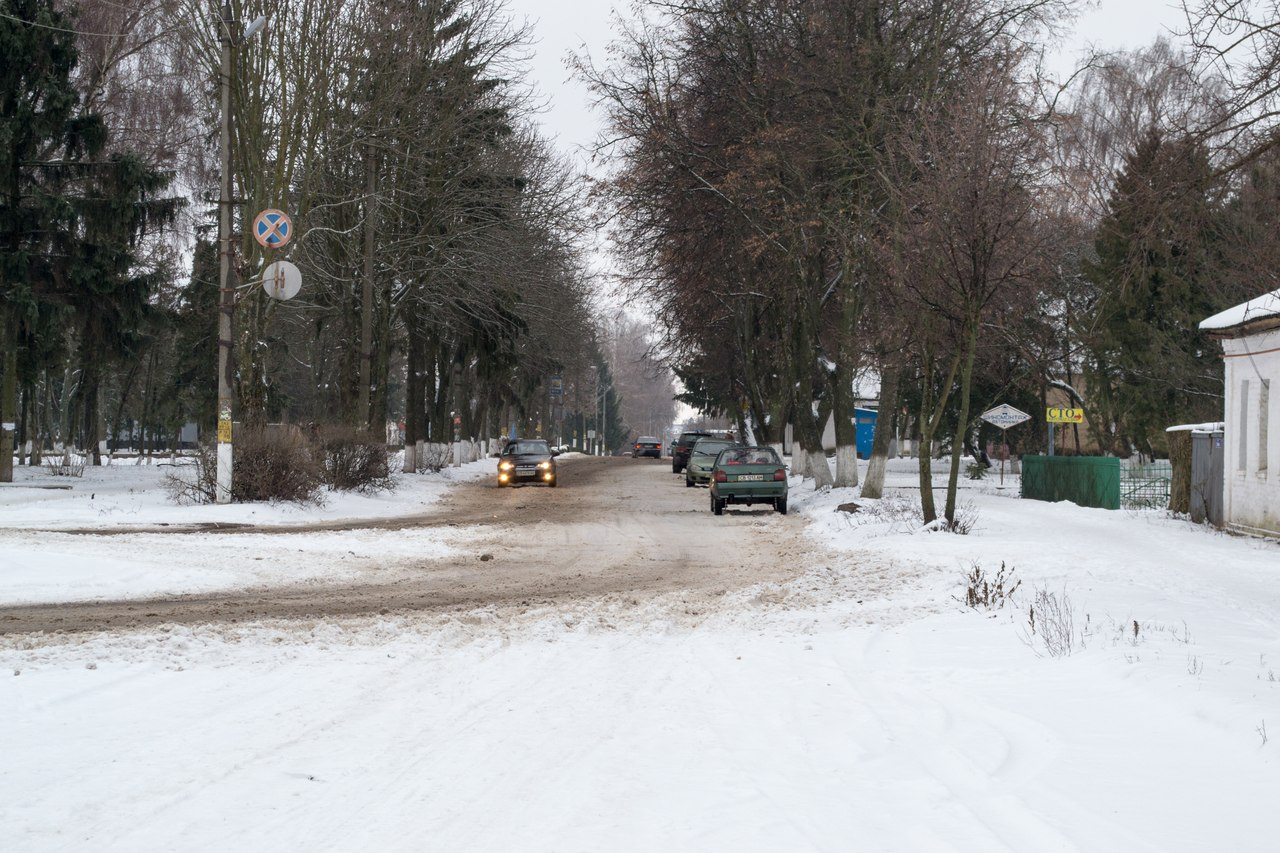
Центральна вулиця (початок) в зимку
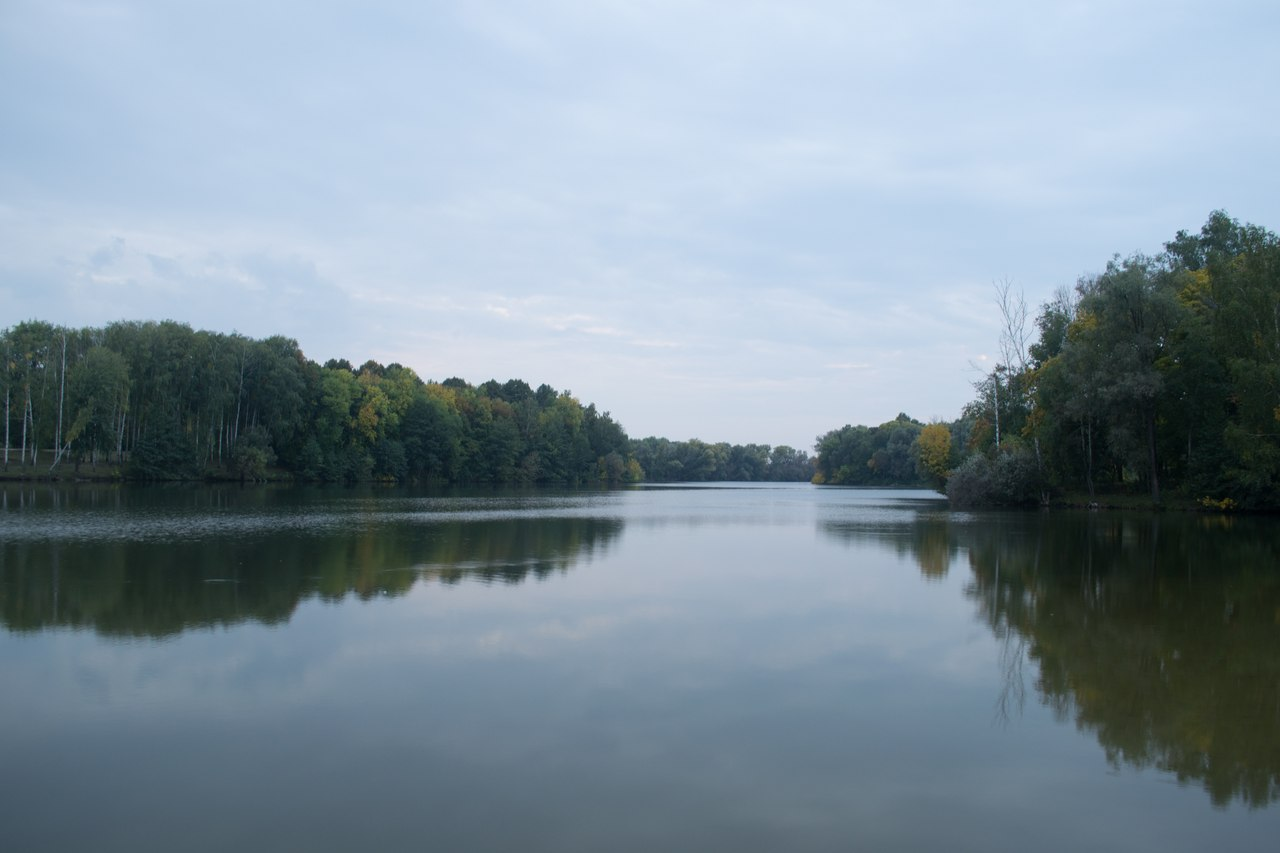
Цегельний ставок
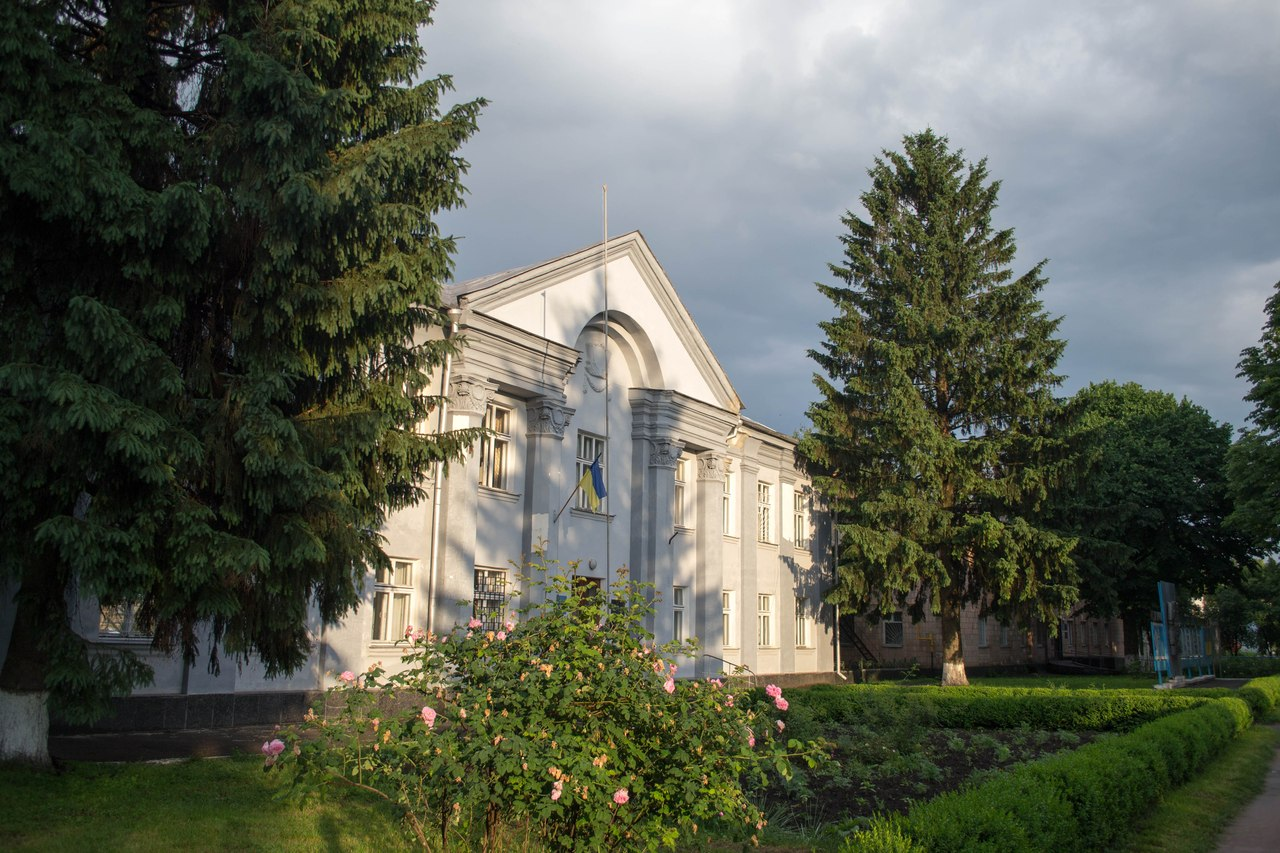
Райдержадміністрація
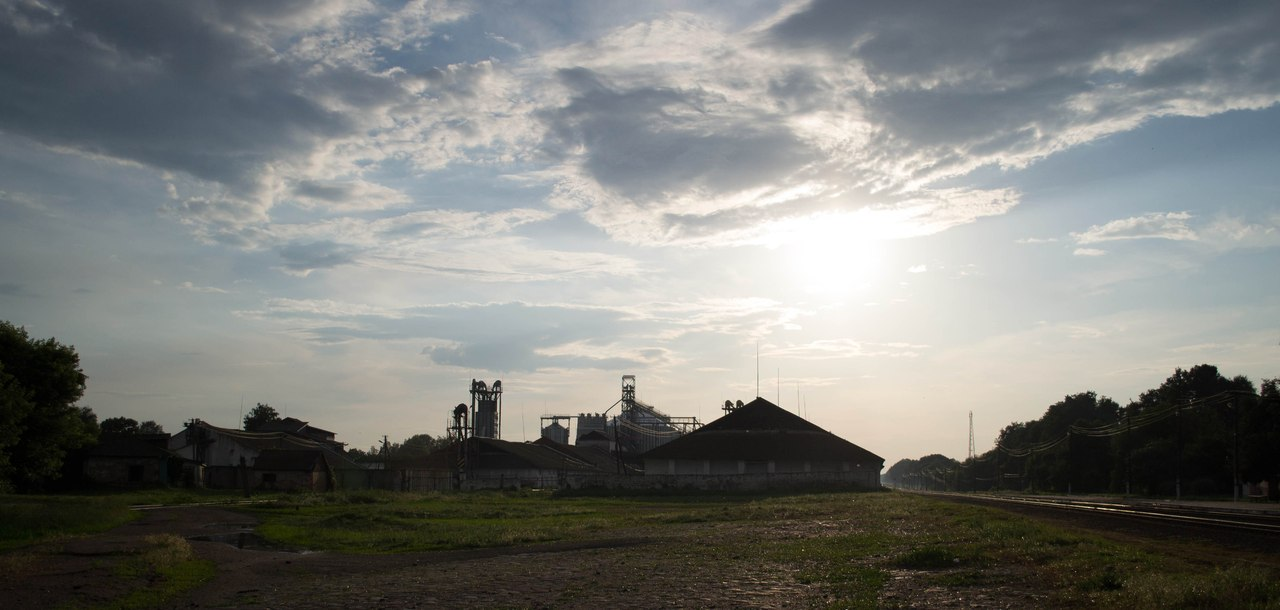
Загот. зерно
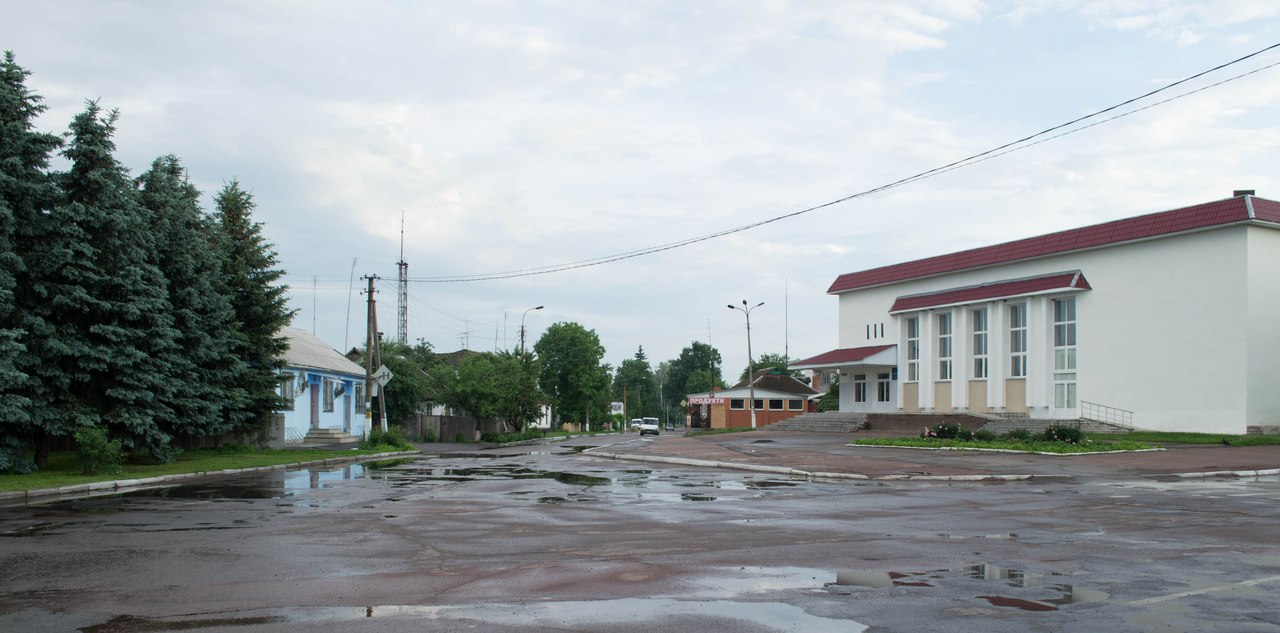
Площа
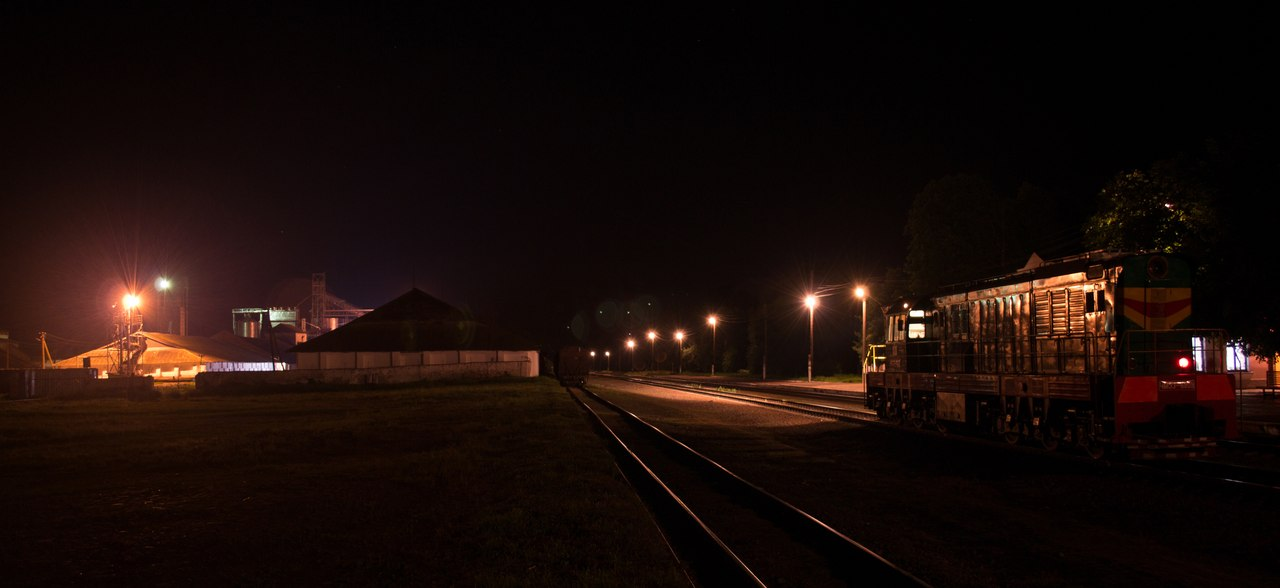
Потяг
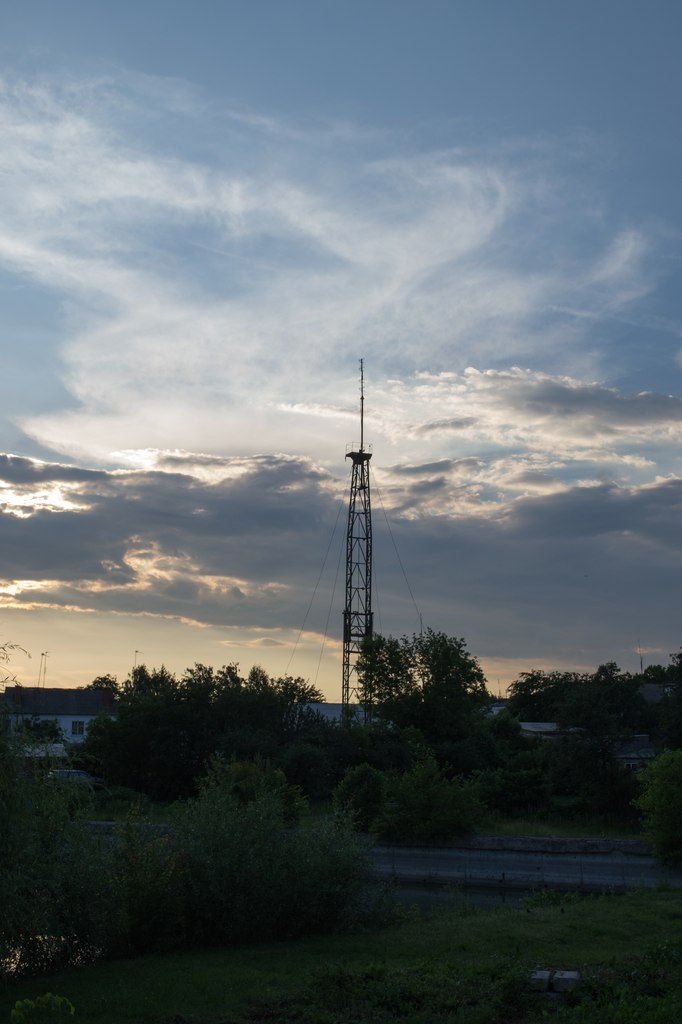
Телевежа
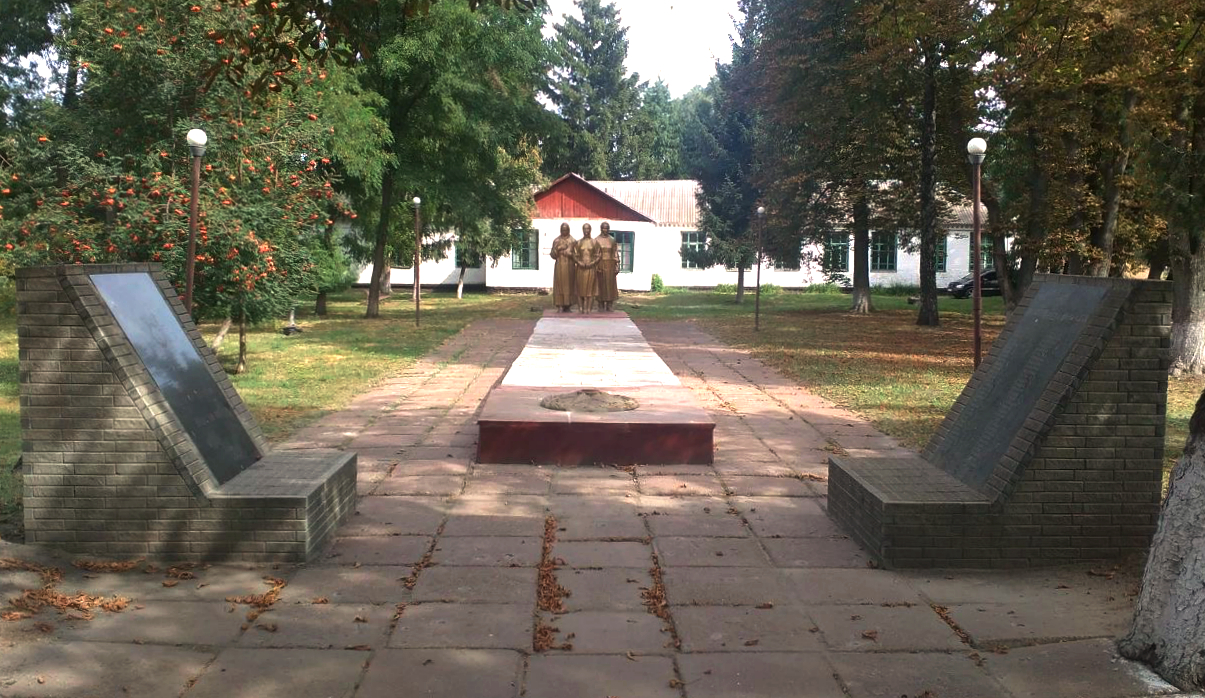
Пам’ятник загиблим воїнам–односельчанам (вічний вогонь)

## Відомі люди
- Ващенко Юрій Володимирович — старший лейтенант, Міністерство внутрішніх справ України. Загинув при затриманні озброєного злочинця.
- Давиденко Опанас — учасник революції 1917—1919 рр.
- Ковалець Яків Феофанович (* 1946) — український журналіст, поет, письменник.
- Мелашич Гордій Петрович — провідний український громадський діяч на Зеленому Клині, член Українського Далекосхіднього Секретаріяту (1918)
- Мелашич Сергій Петрович (1894 — ?) — український громадський діяч у Харбіні (Китай)
- Геннадій Петров — український краєзнавець та бібліограф, працював у талалаївський районній газеті.
- Сезик Яків Іванович (1985—2022) — капітан Національної гвардії України, учасник російсько-української війни, що загинув у ході російського вторгнення в Україну в 2022 році.
- Тудель Іван Іванович (1914—1996) — голова Сокирянського райвиконкому та райкому профспілки працівників сільського господарства.